# Sedm bratří

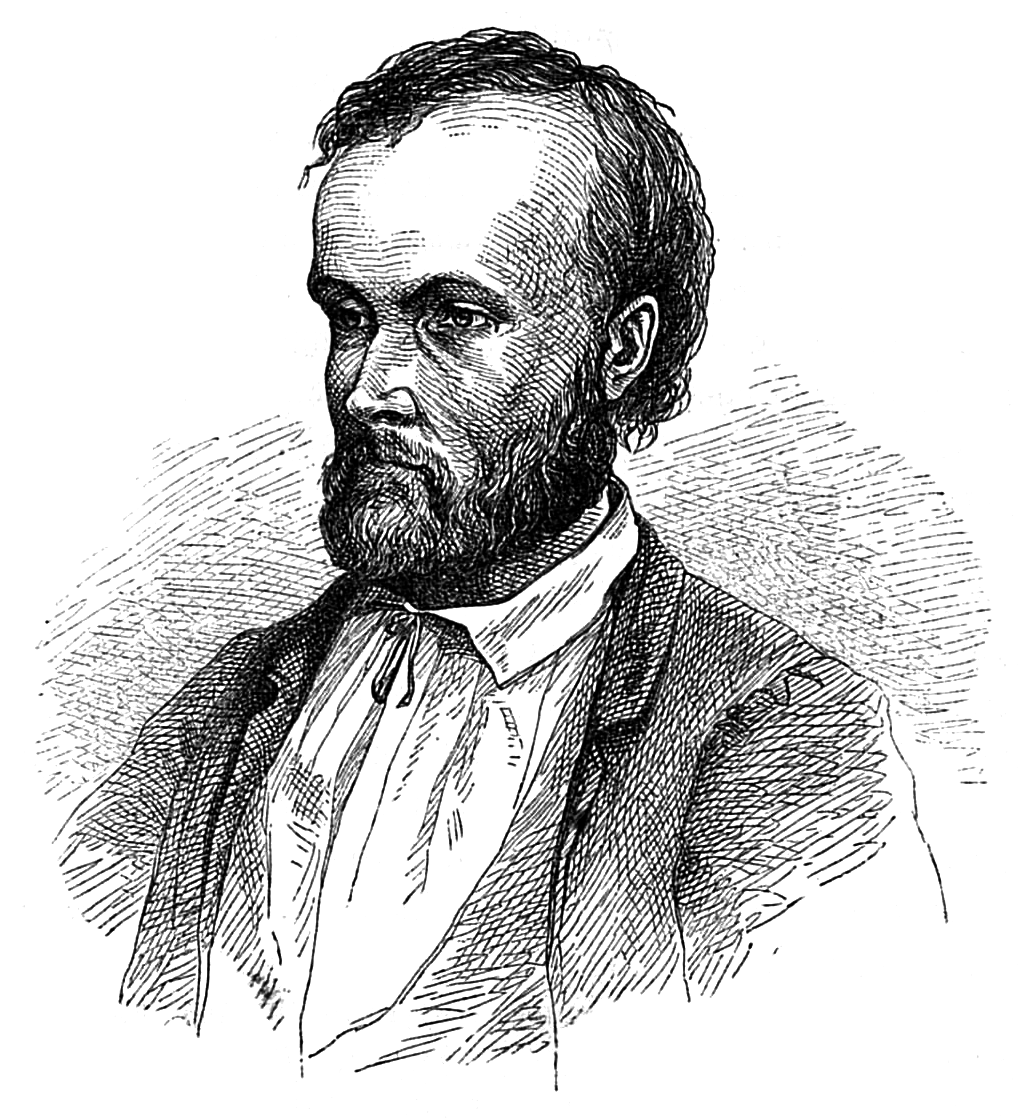
Aleksis Kivi na obraze od Alberta Edelfelta

Sedm bratří (fin. Seitsemän veljestä) je jediný román finského spisovatele Aleksise Kiviho. Knižně byl vydán poprvé v r. 1870. Bývá označován za první román ve finštině.

## Vznik
Ačkoli kolem poloviny 19. století byla švédskojazyčná jen přibližně 15% menšina obyvatelstva žijícího na finském území, téměř veškerý kulturní, a tedy i literární život, byl stále švédskojazyčný. Díky Snellmanovým snahám byla v roce 1863 finština zrovnoprávněna se švédštinou, postupně tedy přestávala být pouze jazykem venkova a předmětem zájmu vzdělanců a stávala se literárním jazykem. Na počátku 70. let 19. století se ve Finsku začínala nově vznikající finskojazyčná poezie množstevně vyrovnávat švédskojazyčné. Finská próza ale byla nerozvinutá, na tomto poli stále dominovala švédština. Stejně jako u dalších "obrozujících" či "probouzejících" se národů i u Finů sílila potřeba založení prozaické tradice v národním jazyce.
Před knižním publikováním Sedmi bratří v roce 1870 vycházel román nejprve časopisecky na pokračování, stejně jako tomu bylo u dalších finských prozaických pokusů té doby. Kivi na románu pracoval více než 20 let, během kterých ho nejméně třikrát přepsal. Jazykově Kivi čerpal z finského překladu bible.

## Shrnutí děje
Po osiření v relativně brzkém věku žije sedm bratří na rodinné statku Jukole poměrně divošským způsobem života. Před obtížemi spojenými s učením se číst, což je podmínkou konfirmace a tedy i možnosti se oženit, utečou do lesů. Zpočátku v divočině pokračují v nespoutaném a v zásadě pohanském způsobu života, ale postupně se začnou navracet k organizovanému zemědělskému životu a křesťanským hodnotám.
Z vlastní vůle se rozhodnou znovu se začít učit číst, postupují ale pro ně přirozenějším způsobem - jako první se číst naučí nejmladší a nejbystřejší z bratrů Eero (Éro), který potom své vědomosti předává dalším bratrům, dokud se nenaučí číst i nejstarší Juhani. Četbou se bratři seznámí i s biblí a poté se rozhodnou vrátit zpět do civilizace na rodný statek Jukolu.
Většina z bratrů se poté ožení a žije spořádaným způsobem života v duchu křesťanství a vlastenectví.

## Výklad
Nejprve byly Kiviho postavy divokých a nespoutaných bratrů vnímány pouze jako protiklad k Runebergovým houževnatým a zbožným typům hrdinů, postupně se ale výklad stával komplexnějším. Kiviho román začal být vnímán spíš jako dialog s Runebergovým odkazem, se kterým se v něčem shoduje a v něčem rozchází. Přijetí společenského řádu, které je vyvrcholením Sedmi bratří, se v podstatě shoduje s ideály Runeberga i Snellmana. Zatímco u Runeberga se jedná o danost, u Kiviho je k němu dospěno dlouhou cestou s mnoha peripetiemi.
V tomto ohledu se Sedm bratří dá vykládat i jako román s kolektivním hrdinou, který představuje malý finský národ, či jako předzvěst moderního románu s rozporuplným hrdinou hledajícím svou pozici ve světě, do nějž úplně nezapadá.

## Přijetí
Po prvním vydání byl román přijat rozpačitě, Kiviho antihrdinové byli v kontrastu k Runebergovým hrdinům vnímáni jako problematičtí. Celkově román nebyl úplně v souladu s dobovými tendencemi k romantické idealizaci, vytýkána mu byla i přílišná explicitnost a zemitý humor. Kiviho bohatý a expresivní jazyk, který je oporou v tvorbě i současným spisovatelům, byl Augustem Ahlqvistem v dobové kritice označen za pokleslý. Ahlqvist román nevnímal jako zobrazení finského národa na jeho vzestupu, podle něj ho Kivi v knize naopak pomluvil a urazil.
Jako první se o románu zastal až po Kiviho smrti Johan Vilhelm Snellman.

## Význam
Ve stejném roce jako Sedm bratří knižně vyšel ještě román K. J. Gummera Vznešeni a poníženi, kvůli čemuž není jeho označení za první román ve finštině zcela přesné. Gummerův román je však dnes téměř zapomenut, kdežto Sedm bratří se stalo základem finské prózy a dodnes patří k nejčtenějším, nejzkoumanějším a nejcitovanějším finským románům. Kivimu se podařilo položit základy pro nově vznikající finský literární žánr, realistický román, na které potom mohli navazovat spisovatelé mladší generace, mezi nimi například i Minna Canth či Juhani Aho.
Po Lönnrotově Kalevale se také jedná o první finskojazyčné dílo, které v sobě spojuje prvky malé a velké tradice - v románu Sedm bratří se mísí různé styly, žánry i vrstvy jazyka. Jsou kombinovány například biblické motivy a četné prvky lidové slovesnosti, romantické vnímání přírody a realistické vyobrazení života bratrů nebo prozaické pasáže s výrazně tematizovaným vypravěčem a dlouhé pasáže dialogů, které stylem promluv, strukturou i vizuálně připomínají spíš text divadelní hry. Jako celek je Sedm bratří označováno za klíčové dílo finského realismu.

## Překlad do češtiny
Do češtiny byl román přeložen dvakrát, a to v letech 1940 a 1941. V prvním případě, jehož autorkou je Antonie Svobodová, která nepřekládala přímo z finštiny, se však jedná spíše o převyprávění. Jsou v něm vynechané celé pasáže (hlavně dialogů), četné detaily a všechny zpěvy. Překlad Vladimíra Skaličky z roku 1941 je přesnější, úplně vynechány jsou jen některé ze zpěvů. Také jazyk tohoto překladu je svou bohatostí i konstrukcí vět bližší finskému originálu.
Tyto dva překlady pracují rozdílně i s vlastními jmény. Skalička zapisuje finské dlouhé vokály způsobem užívaným v češtině, tedy např. místo původního Eero píše Éro, místo Impivaara používá zápis Impivára, přičemž čtení takto zapsaných jmen potom zůstává stejné. Oproti tomu Svobodová ponechává jména, která nemají českou podobu, v jejich finské verzi, ale jména mající i českou podobu mění - místo finského Tuomas tedy používá české Tomáš apod.